# (6520) Sugawa
(6520) Sugawa es un asteroide perteneciente al cinturón de asteroides, región del sistema solar que se encuentra entre las órbitas de Marte y Júpiter, descubierto el 16 de abril de 1991 por Satoru Otomo y el también astrónomo Osamu Muramatsu desde Kiyosato, Japón.

## Designación y nombre
Designado provisionalmente como 1991 HH. Fue nombrado en honor a Chikara Sugawa (n. 1916), quien trabajó para el Observatorio Internacional de Latitud en Mizusawa durante 1943-1981. En 1984 fue nominado como el primer presidente de la Sociedad Herschel de Japón, y al año siguiente realizó un concierto de Herschel en Tokio y dirigió un viaje de estudio a Europa. Desde entonces ha hecho mucho para promover el conocimiento de los Herschel y sus contemporáneos.

## Características orbitales
Sugawa está situado a una distancia media del Sol de 2,343 ua, pudiendo alejarse hasta 2,801 ua y acercarse hasta 1,885 ua. Su excentricidad es 0,195 y la inclinación orbital 4,792 grados. Emplea 1310,08 días en completar una órbita alrededor del Sol.

## Características físicas
La magnitud absoluta de Sugawa es 13,88. 